# Alba Iulia
Alba Iulia (maďarsky Gyulafehérvár, německy Karlsburg / Weißenburg, česky Karlovský Bělehrad) je město v Rumunsku, hlavní město a centrum župy (județu) Alba na řece Mureș. Žije tu přibližně 64 tisíc obyvatel.

## Historie

### Starověk
Osídlení města sahá až do mladší doby kamenné, ze které pocházejí archeologické nálezy z roku 1942, zdokumentované v severovýchodní části města Lumea Nouă.
V době starého Řecka se Alba Iulia nazývala Apulon, jak zmiňuje například Klaudios Ptolemaios). Byla ekonomickým a společenským centrem celé tehdejší Dácie. Po dobytí země Římany roku 107 před Kristem zde bylo ustanoveno hlavní město části provincie, známé jako Dacia Apulensis a v něm opevněný tábor Castrum Apulensis, v němž sídlila jednotka římských legií. Název města se během 160 let římské nadvlády změnil na Apulum. V této době to bylo jedno z největších měst celé Dácie. Bylo správou pro veškeré kutné hory doly zlata a stříbra ze západního území Sedmihradska. V době krize nejprve roku 271 Římané vybojovali město zpět, ale během 4. století je ovládli barbaři východogermánských kmenů (Ostgóti, Gepidové) a po nich je osídlili dosavadní nomádi Avaři a Maďaři. Během 6. století sem začali pronikat Slované, podřízení avarské vládě. 

### Středověk
V 9. století je město nazýváno Bălgrad (podle staveb z bílého vápence: Bílý hrad či Bílé město). V maďarských písemných pramenech se uvádí, že město bylo centrem vévodství. Po rozšíření křesťanství a vzniku biskupství tu v 11. století vznikla první katedrála; současná architektura je druhou stavbou, o jedno století mladší. Z jihu město opakovaně ohrožovali Bulhaři a Osmanští Turci. Roku 1442  sedmihradský vojvoda Jánoš Hunyády vybojoval proti Osmanům část území. Během jeho vlády bylo vybudováno souvislé opevnění města a rozšířena i katedrála archanděla Michaela, ve které byl po smrti pohřben.

### Novověk
V roce 1542 – po rozdělení Uherského království – se Alba Iulia stala hlavním městem Sedmihradska a některých jejích přilehlých území na západě (později známých jako Partium), autonomního Sedmihradského knížectví, a zůstala jím až do roku 1690. Ve městě byla v roce 1551 podepsána Weißenburská smlouva. Za vlády knížete Gábora Bethlena dosáhlo město vrcholu své kulturní historie založením akademie. Bývalým ekvivalentem v osmanské turečtině bylo Erdel Belgradı nebo Belgrad-ı Erdel („Bělehrad Sedmihradska“ v češtině), přičemž k názvu byl přidán termín Erdel (Erdély), aby nedošlo ke záměně s Bělehradem, a dále Arnavut Belgradı („Albánský Bělehrad“ v turečtině, raný název Beratu během osmanské nadvlády).
Koncem 17. století navrhl princ Evžen Savojský z důvodů stálého tureckého ohrožení vybudovat kolem města dokonalou pevnost se sedmi zahrocenými bastiony a kasematami, jednu z mála v Rumunsku dodnes dochovaných. Jejím projektantem byl Giovanni Morando Visconti. 
V 19. století bylo město napojeno na železniční síť.
Roku 1918, v době velkých politických a společenských změn na celém světě, zde došlo k paktu o sjednocení Sedmihradska a Rumunského království. Po tomto politickém kroku si již země zachovala zhruba dnešní rozsah i hranice. Stalo se tak 1. prosince 1918, tento den je dodnes v Rumunsku státním svátkem jako Den Unie. Roku 1922 tu byl korunován král Ferdinand Rumunský.

## Pamětihodnosti
- Katedrála svatého Michaela
- Korunovační katedrála
- Pevnost

## Partnerská města
- Aigio, Řecko
- Alcalá de Henares, Španělsko
- Arnsberg, Německo
- Biograd na Moru, Chorvatsko
- Düzce, Turecko
- Kišiněv, Moldavsko
- Nof ha-Galil, Izrael
- San Benedetto del Tronto, Itálie
- Sliven, Bulharsko
- Székesfehérvár, Maďarsko
- Varese, Itálie

## Galerie

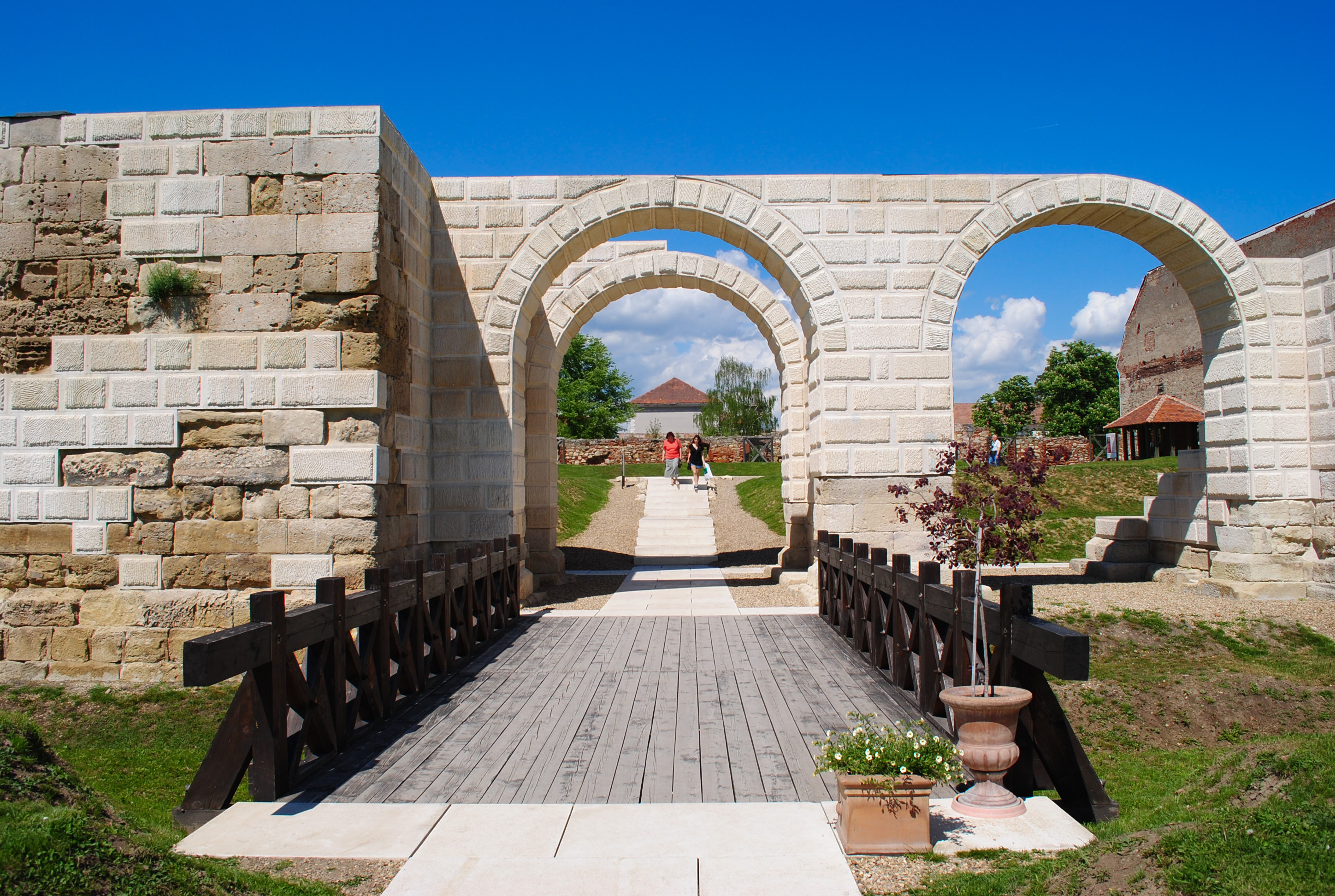
Zdivo římského tábora Apulum
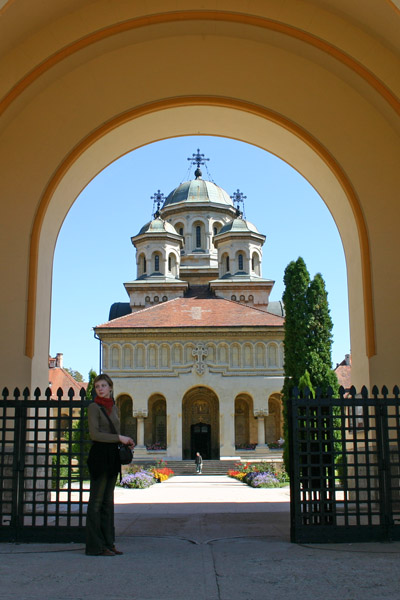
Pravoslavná katedrála
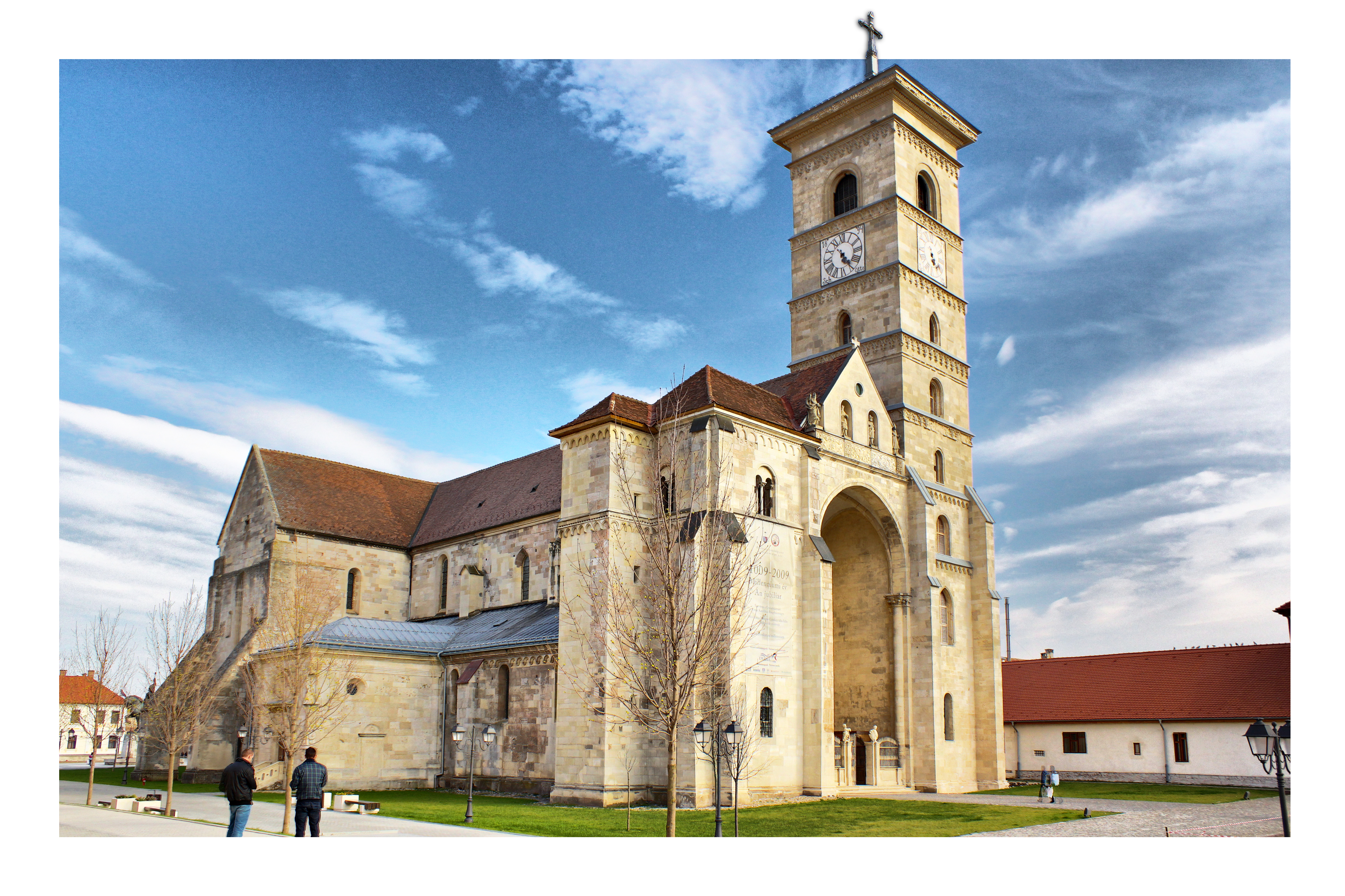
Římskokatolická katedrála
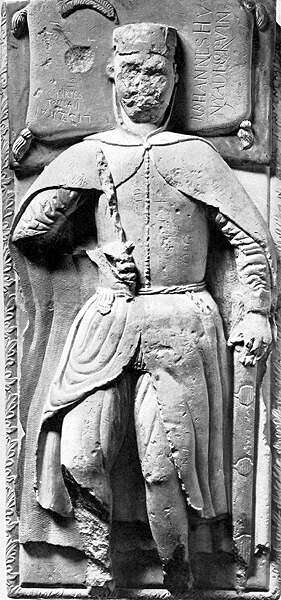
Hrobka Jánoše Hunyadyho
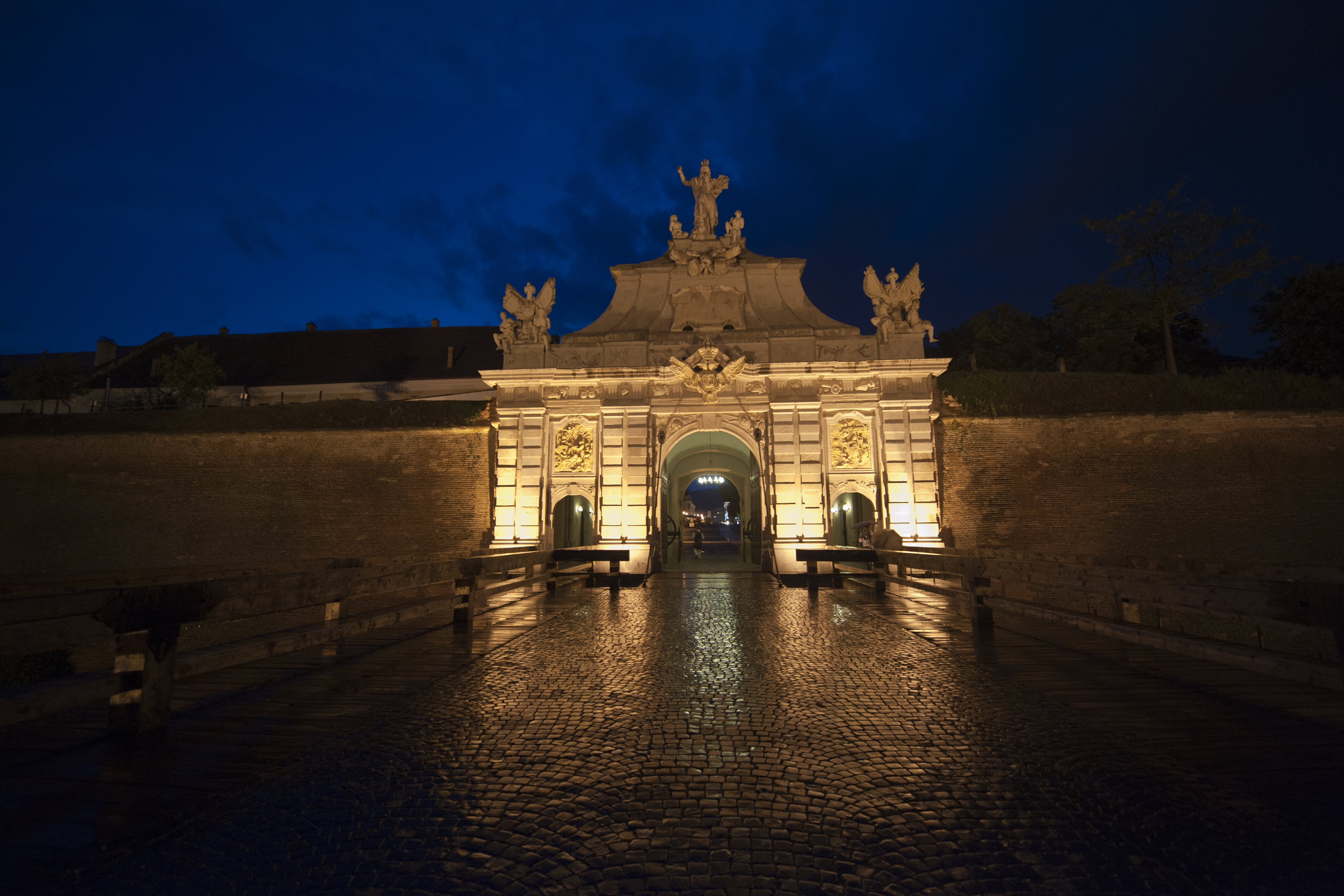
Brána citadely se sochou Karla VI.